# 湯川 (日光市)
湯川（ゆかわ、ゆがわ）は、栃木県日光市の奥日光地域を流れる、利根川水系地獄川支流の一級河川。中禅寺湖の主要な水源となっている河川の一つである。

## 概要
湯川は、湖畔に日光湯元温泉を抱える湯ノ湖に端を発する。温泉街の対岸である湯ノ湖南岸から湯滝となって流れ落ち、戦場ヶ原の湿原を緩やかな流れとなって通過した後、下流部で再び渓流となり、竜頭の滝の下流で地獄川の支流として合流する。湯川と合流した地獄川は約0.5km下流で中禅寺湖へと流入する。
湯川は中禅寺湖に流入する河川のうち最も流水量が多く、また水源である湯ノ湖、および地獄川の流入先である中禅寺湖は、それぞれ三岳、男体山の火山の噴火によって川の流れが遮られて生じた堰止湖である。湯川や地獄川および湯ノ湖に流入する河川は元々、中禅寺湖から華厳滝を経由して流出する鬼怒川支流大谷川とひと続きの川であったと考えられる。
湯川は、短いが変化に富んだ川であると評される。流域には奥日光の主要な観光地が点在しており、国道120号（日本ロマンチック街道）が河川に沿うように走っている。湯滝から戦場ヶ原までの区間は2005年にラムサール条約登録湿原地「奥日光の湿原」の一部として登録されている。

## 水質
環境基本法第16条に基づく環境基準において、湯川が維持しなければならない水質の基準となる類型はAに指定されている。2007年時点での湯川の水中の BOD は 1.0mg/L であり、環境基準（2.0mg/L）を達成するとともに全国平均（1.5ml/L）を下回る低い値に抑えられている。湯の湖から中禅寺湖にかけての水系の水質は1977年以降横ばい状態にあり、大きな変動は無い。このような奥日光の良好な水環境を維持するべく、奥日光清流清湖保全協議会のもと奥日光清流清湖保全計画が策定され、水質保全に係る様々な活動が行われている。
一方で、湯川が水源である湯ノ湖から有機汚濁の影響を受けていることも指摘されており、大正時代に湯川上流の湯滝を訪れた田山花袋も、当時から水があまり綺麗ではなかったことを書き残しているという。水の濁りや、景観を損ねるような泡の塊が目撃されることもある。ただし濁りは釣り人が川に立ち入った際の痕跡であり、また泡は洗剤などの生活排水によるものではなく、水草や植物プランクトンに由来する糖類やタンパク質によるものであると考えられている。

## 釣り場としての湯川

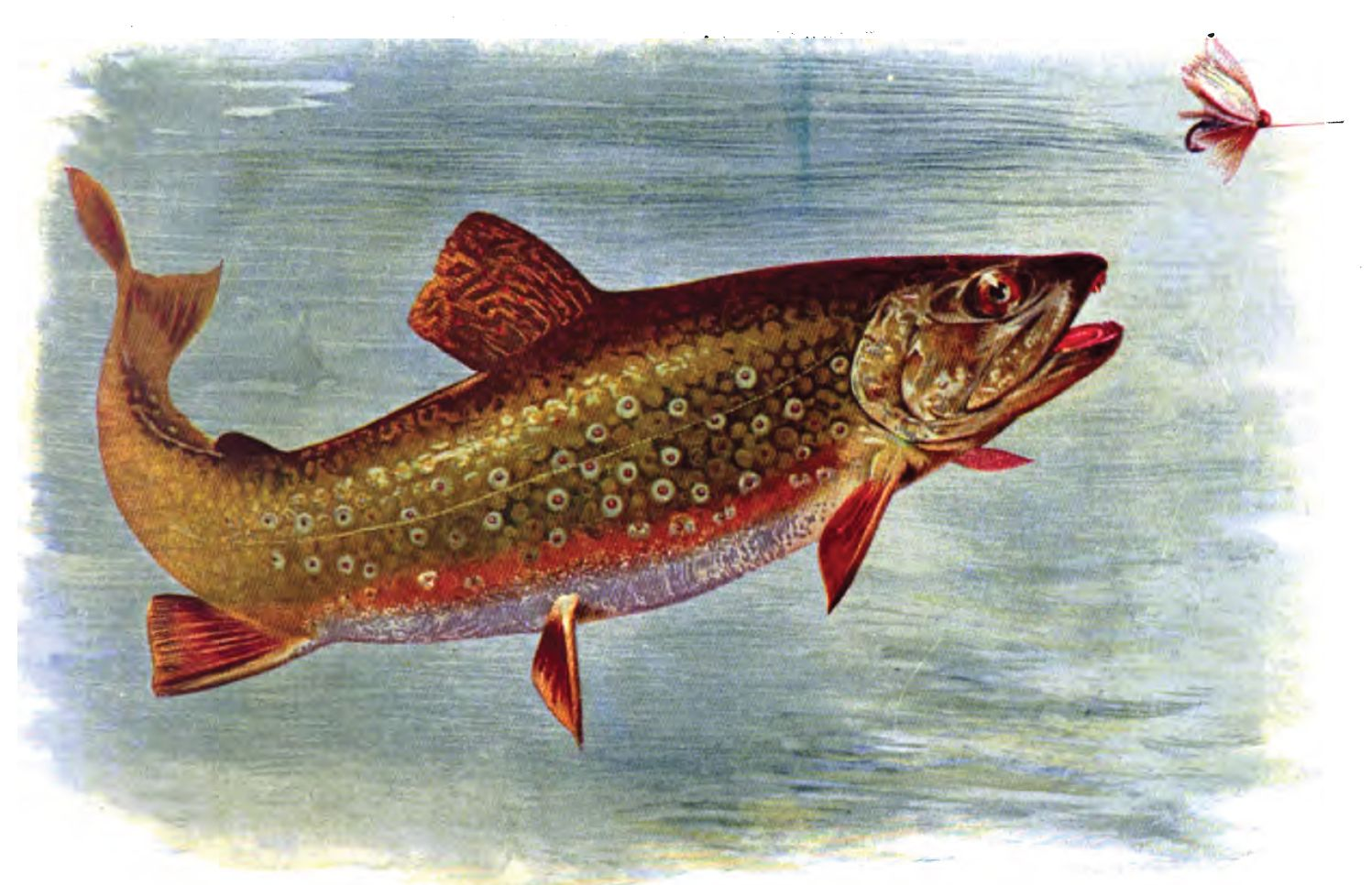
カワマスはフライ（毛針）を用いた釣りのターゲットとして人気がある。

緩やかな流れを持つ湯川の独特の景観は欧州の鱒釣り場の風景を想起させるとも言われ、釣り人の間では「チョークストリーム風」などと形容されることもある。奥日光地域では明治の頃より、この地を避暑地として利用していた欧米人によって娯楽としての釣りが行われており、湯川やその周辺の奥日光一帯はフライ・フィッシング、ひいては娯楽を目的とした西洋流のスポーツフィッシングが日本に定着するきっかけになった釣り場であるとも言われている。
奥日光地域の河川は、華厳滝や竜頭の滝によって隔てられており魚が往来することができず、かつての湯川には釣りの標的となるような魚がまったく生息していなかったが、1902年（明治35年）5月2日、交易商人として知られるトーマス・グラバーの企画により、イギリス領事館員ハロルド・パーレットの立ち合いの元、コロラド州から取り寄せた約25,000粒の卵から孵化したカワマスの稚魚が湯川流域に放流されている。この時の稚魚は同年9月28日に足尾台風が流域一帯に及ぼした深刻な災害によって壊滅してしまったものの、1904年（明治37年）にも放流が試みられて繁殖が確認され、後世になっても放流が続けられており、日本では珍しいカワマスの釣り場として釣り人に親しまれている。
湯川および湯ノ湖は水産総合研究センター増養殖研究所が研究用の水面として所有しており、管理を委託された全国内水面漁業協同組合連合会が、水産業の振興を目的とした研究協力の一環として釣り事業を運営している。このような形態で研究機関の所有となっている河川は日本では他に例がないという。

## 支流
- 逆川（さかさがわ）

戦場ヶ原の湿原には湯川の他に、光徳沼方面から流れてくる逆川が流入している。逆川には更に御沢（おさわ）と呼ばれる沢が合流しており、この沢には水が流れていないことも多いものの、かつて整備が進む以前には降雨時に荒れ狂う暴れ川であったという。

## 地獄川・地獄沢

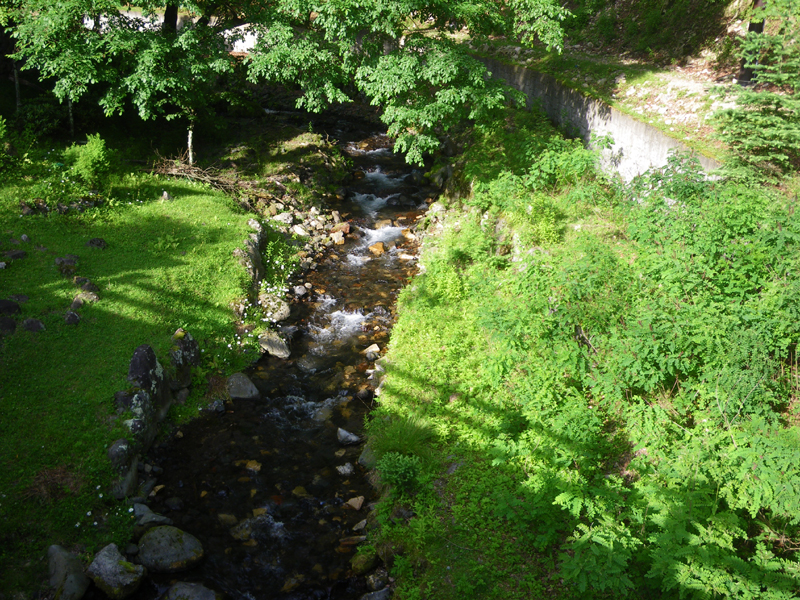
地獄沢。湯川と合流する直前にかかる地獄澤橋から撮影。

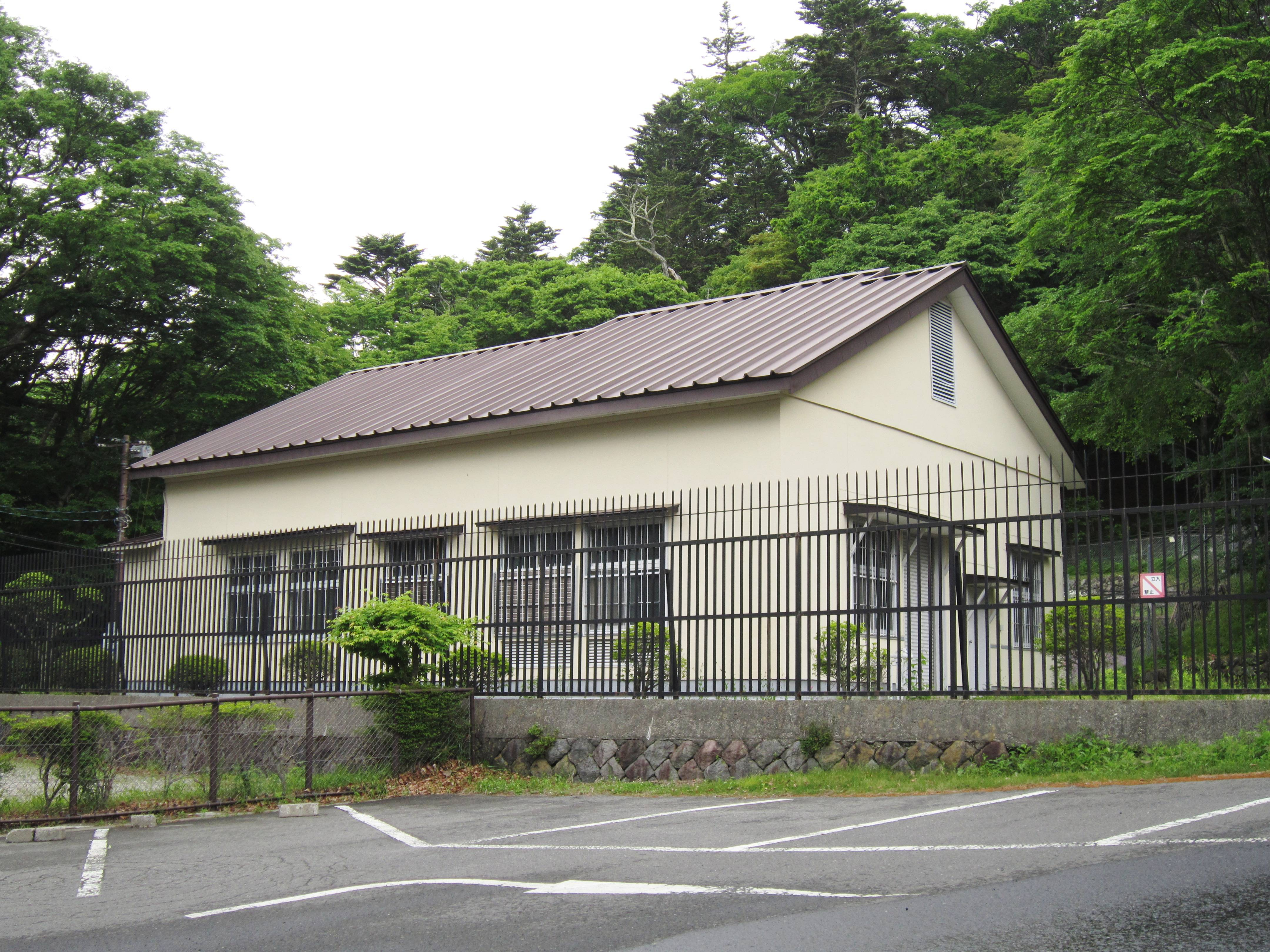
菖蒲ヶ浜発電所

地獄川（じごくがわ）は中禅寺湖の北部、男体山西麓の湧水を水源とし、湯川と合流した後、中禅寺湖畔の菖蒲ヶ浜へと流入する河川である。水源となっている地下水は、湯川やその支流の流れがせき止められて生じた湿原である戦場ヶ原に由来すると考えられている。
地獄川の水源から中禅寺湖の河口までの全長は約2km程度で、湯川の全長11kmと比較しても短い川であり、また流水量も湯川の方が多いが、中禅寺湖の河口約0.5km手前で竜頭の滝を流れ下ってきた湯川と合流した際には本流となる。なお湯川との合流地点より上流側の流れを地獄沢（じごくざわ）、合流地点より下流を地獄川と呼び分け別の河川として区別する場合もあり、地獄川は湯川の竜頭の滝より下流部約0.5kmの区間を指す別名であるとして解説される場合もある。
沿岸には養魚場、菖蒲ヶ浜発電所といった施設がある。菖蒲ヶ浜発電所は最大出力450kwの小規模な水力発電所で、地獄川の上流（地獄沢）左岸から取水し、発電所を経由した用水は独自の経路で中禅寺湖に流入している。この発電所は大正時代、奥日光地域北方の山中（後の山王林道沿線）にある西沢金山の鉱業用電力を確保するために建設されたものであるが、1921年（大正10年）からは地域への配電が行われるようになり、昭和期頃に西沢金山が閉山した後も電力の供給を行っている。
地獄川（地獄沢）流域周辺にはこのほか、地獄滝と呼ばれる小さな滝や、三箇所に分骨された勝道上人の墓の一つと伝えられる、「瑠璃ガ壺」と呼ばれる洞窟がある。

## 画像

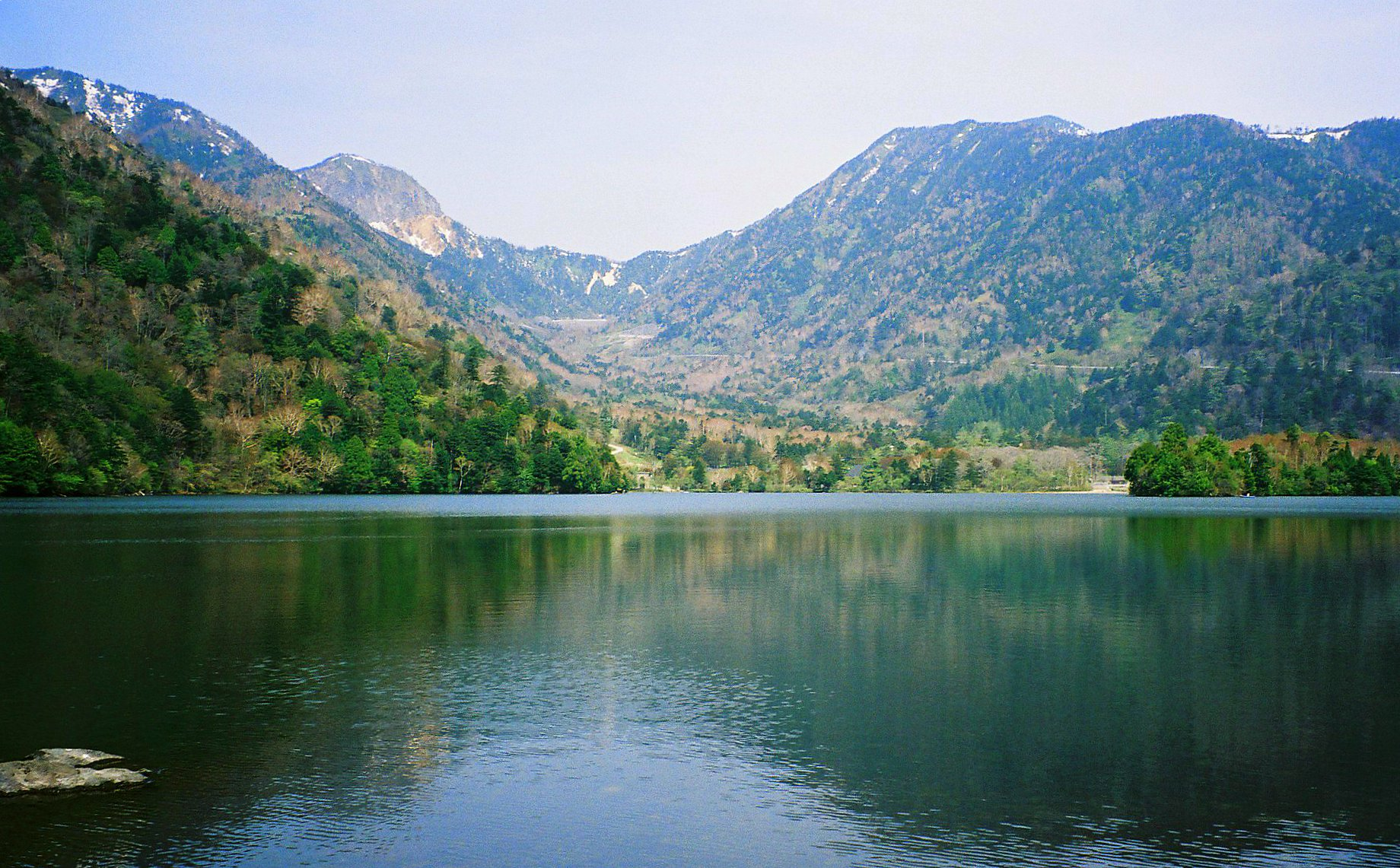
水源地である湯ノ湖。
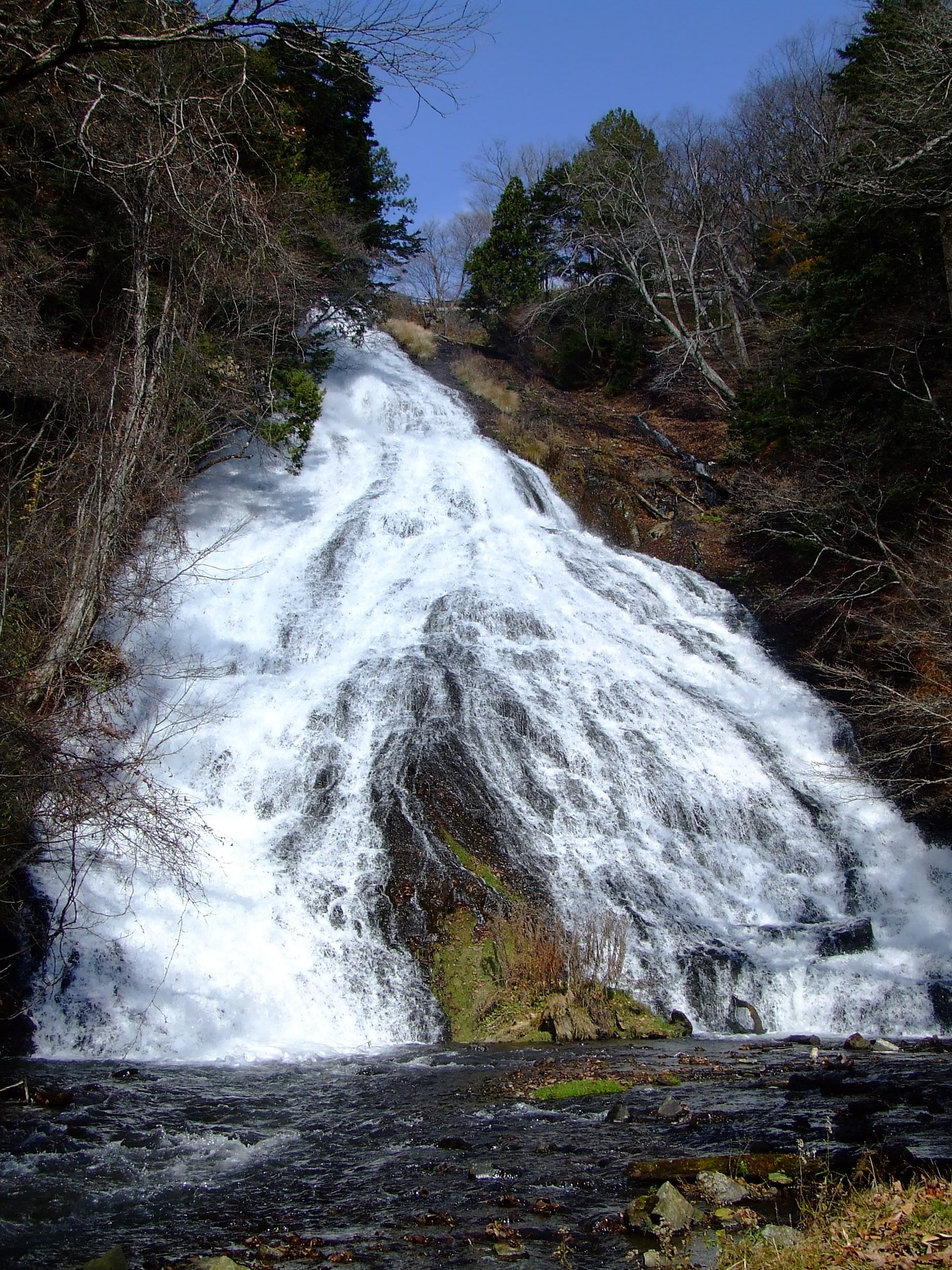
湯川にかかる湯滝。
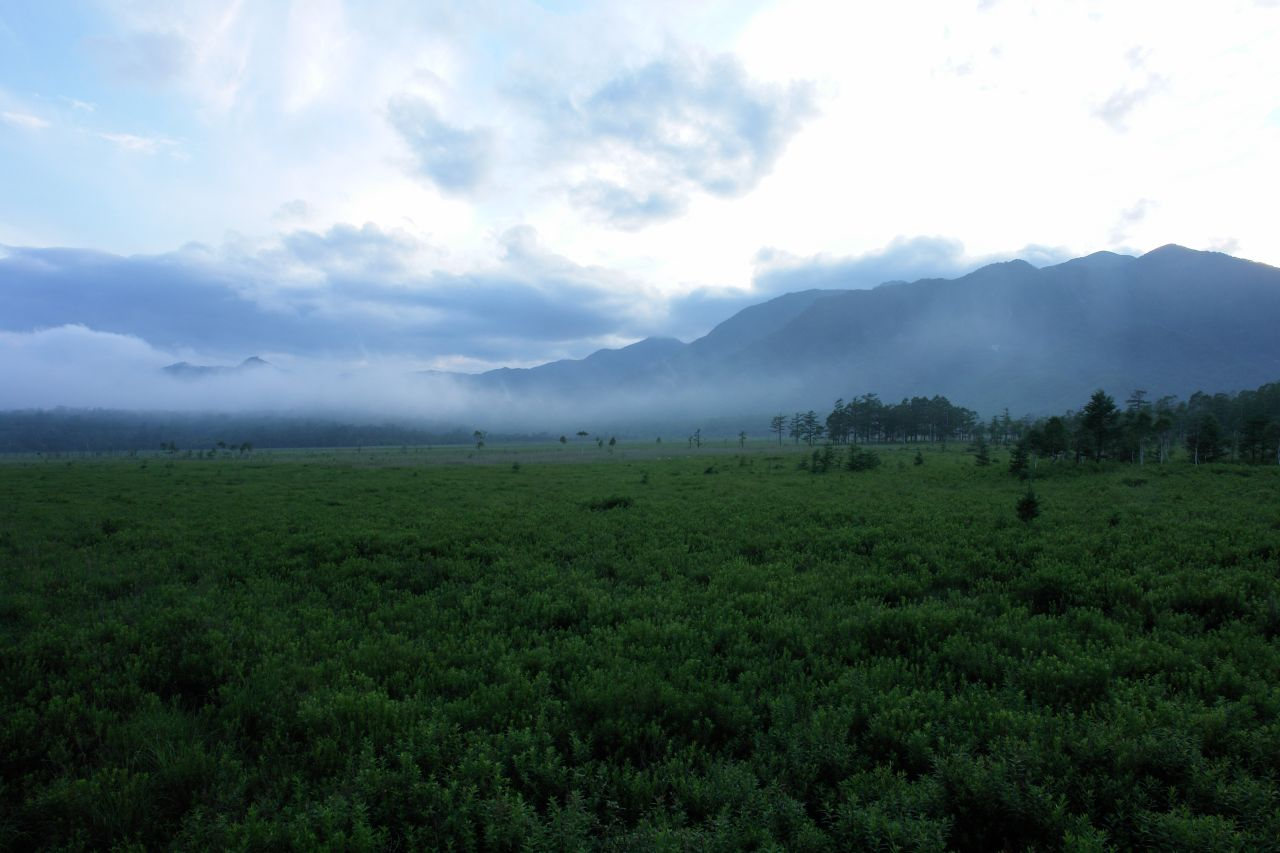
戦場ヶ原。
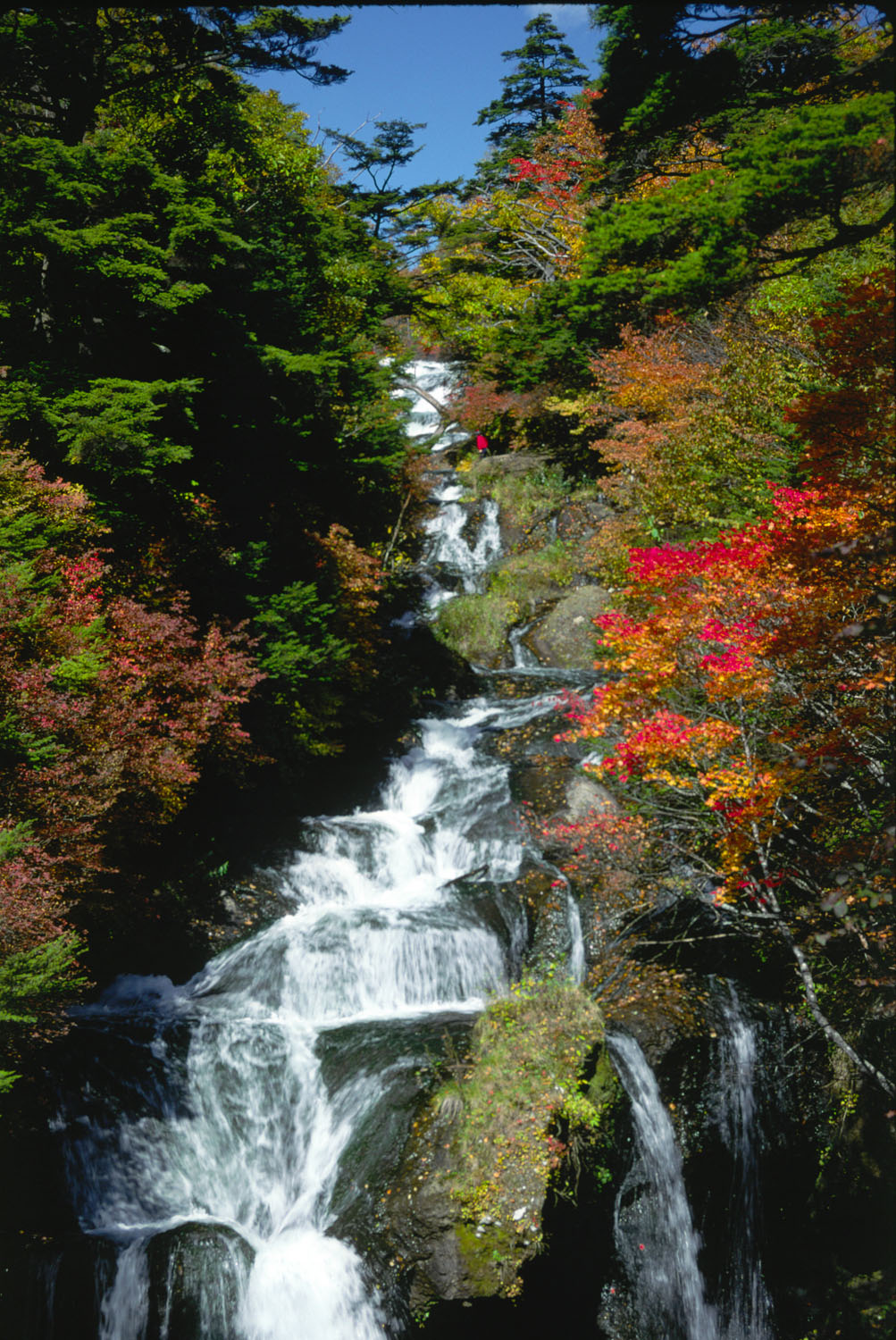
湯川にかかる竜頭の滝。
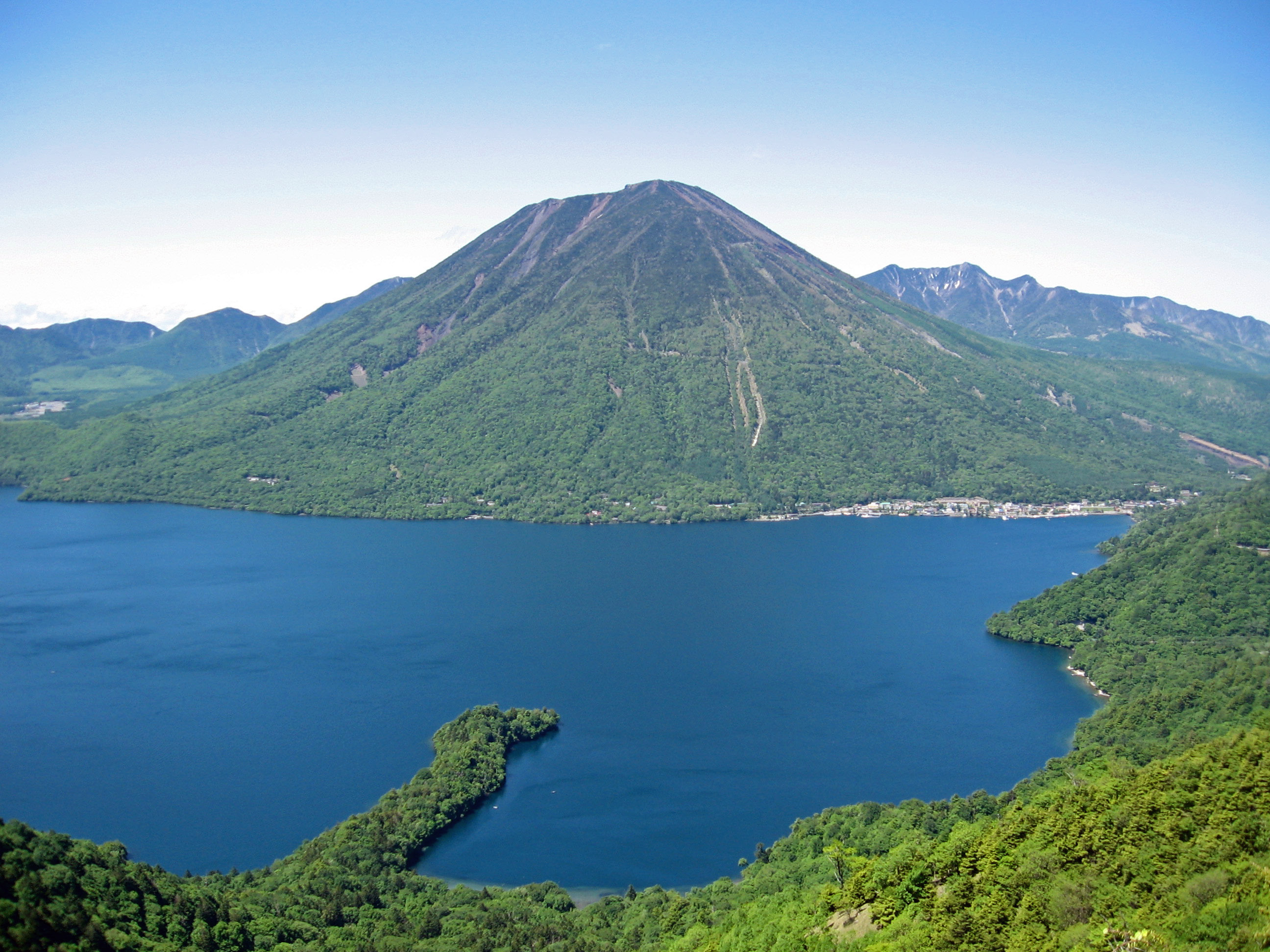
湯川と合流した地獄川は中禅寺湖へと流入する。